# Carex kuekenthaliana
Carex kuekenthaliana är en halvgräsart som beskrevs av Friedrich Carl Louis Otto Appel och A.Brückn. Carex kuekenthaliana ingår i släktet starrar, och familjen halvgräs. Inga underarter finns listade i Catalogue of Life.